# بوتكيت
بوتكيت (رود آيلاند) (بالإنجليزية: Pawtucket, Rhode Island)‏ هي مدينة تقع في الولايات المتحدة في مقاطعة بروفيدانس. يقدر عدد سكانها بـ 71,148 نسمة ومساحتها 23.31 كم2 وترتفع عن سطح البحر 11 متر.

## التركيبة السكانية
حدّد مكتب تعداد الولايات المتحدة بيانات التركيبة السكانية لبوتكيت في تعداد الولايات المتحدة. في ما يلي، التركيبة السكانية حسب تعدادي 2000 و2010.

### تعداد عام 2000
بلغ عدد سكان بوتكيت 72,958 نسمة بحسب تعداد عام 2000، وبلغ عدد الأسر 30,047 أسرة وعدد العائلات 18,520 عائلة مقيمة في المدينة. في حين سجلت الكثافة السكانية 3,142 نسمة لكل كيلومتر مربع (8,137.7/ميل2). وبلغ عدد الوحدات السكنية 31,819 وحدة بمتوسط كثافة قدره 1,370.3 لكل كيلومتر مربع (3,549.1/ميل2).
وتوزع التركيب العرقي للمدينة بنسبة 75.39% من البيض و7.31% من الأمريكيين الأفارقة و0.30% من الأمريكيين الأصليين و0.85% من الأمريكيين ذوي الأصول الآسيوية و0.06% من سكان جزر المحيط الهادئ و10.75% من الأعراق الأخرى و5.34% من عرقين مختلطين أو أكثر و13.90% من الهسبانيون أو اللاتينيون من أي عرق.
بلغ عدد الأسر 30,047 أسرة كانت نسبة 33.2% منها لديها أطفال تحت سن الثامنة عشر تعيش معهم، وبلغت نسبة الأزواج القاطنين مع بعضهم البعض 39.7% من أصل المجموع الكلي للأسر، ونسبة 16.8% من الأسر كان لديها معيلات من الإناث دون وجود شريك، بينما كانت نسبة 5.2% من الأسر لديها معيلون من الذكور دون وجود شريكة وكانت نسبة 38.4% من غير العائلات. تألفت نسبة 32.3% من أصل جميع الأسر من عدة أفراد يعيشون في نفس المنزل ونسبة 12.5% كانت تتألف من شخص يعيش بمفرده يبلغ من العمر 65 عاماً أو أكثر. وبلغ متوسط حجم الأسرة المعيشية 2.41، أما متوسط حجم العائلات فبلغ 3.07.
بلغ العمر الوسطي للسكان 35.4 عاماً. وكانت نسبة 24.8% من القاطنين تحت سن الثامنة عشر، وكانت نسبة 9.1% بين الثامنة عشر والرابعة والعشرين عاماً، ونسبة 31.2% كانت واقعةً في الفئة العمرية ما بين الخامسة والعشرين والرابعة والأربعين عاماً، ونسبة 19.8% كانت ما بين الخامسة والأربعين والرابعة والستين، ونسبة 14.2% كانت ضمن فئة الخامسة والستين عاماً فما فوق. يوجد لكل 100 أنثى 90.9 ذكر، ويوجد لكل 100 أنثى في الثامنة عشر من عمرها فما فوق 86.7 ذكر.
بلغ متوسط دخل الأسرة في المدينة 31,775 دولارًا، أما متوسط دخل العائلة فبلغ 39,038 دولارًا. وكان متوسط دخل الذكور 31,129 دولارًا مقابل 23,391 دولارًا للإناث. وسجل دخل الفرد الخاص بالمدينة 17,008 دولارًا. وكانت نسبة 14.9% من العائلات ونسبة 16.8% من السكان تحت خط الفقر، وكان من هؤلاء نسبة 25.3% تحت سن الثامنة عشر ونسبة 15.2% في الخامسة والستين من العمر وما فوق.

## معرض صور

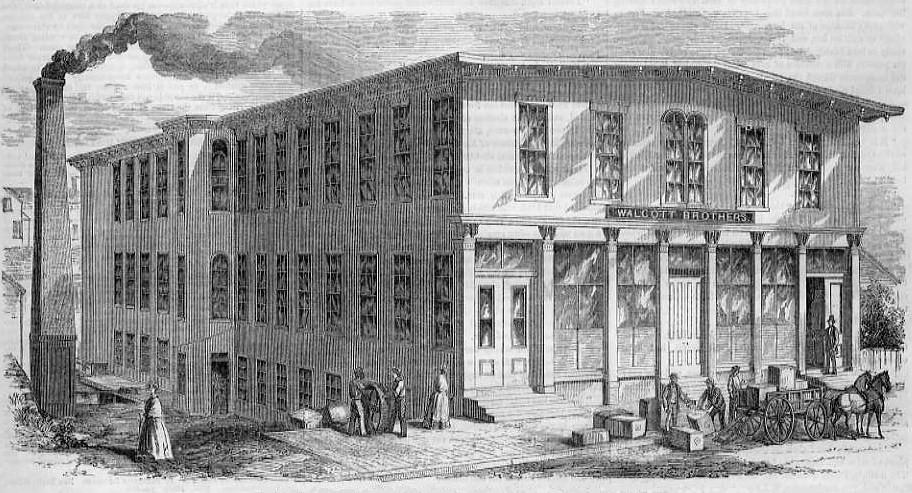
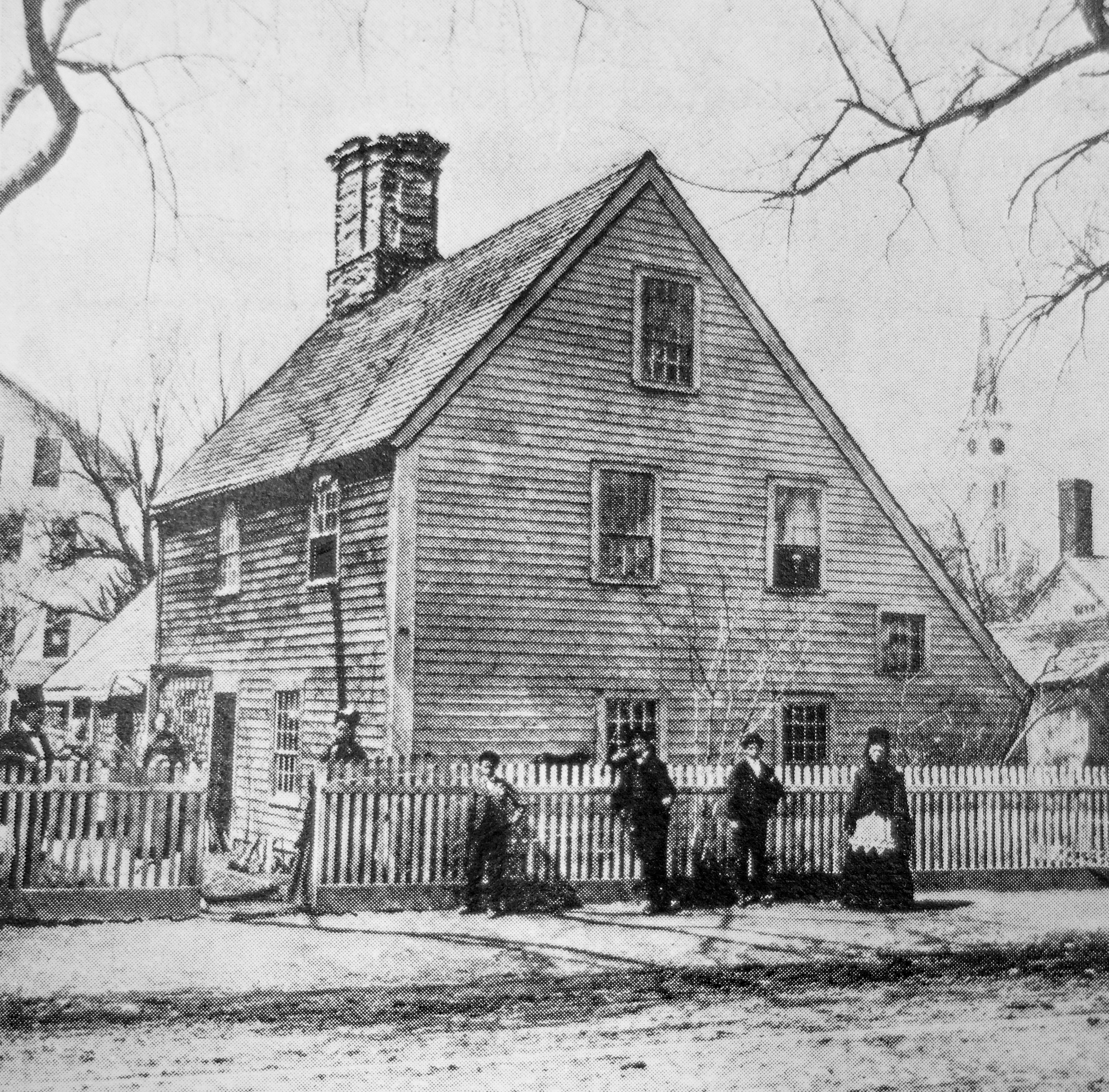
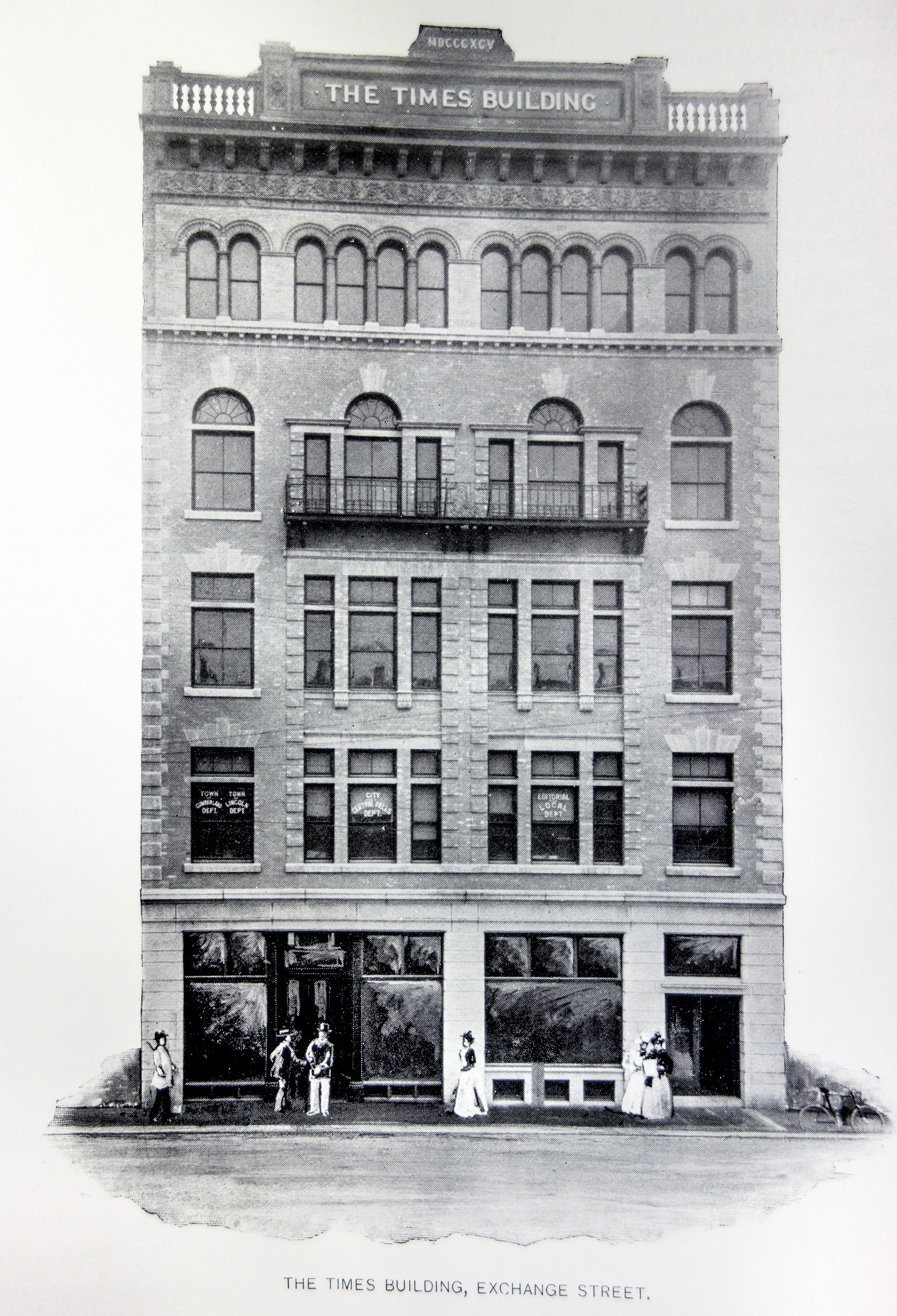
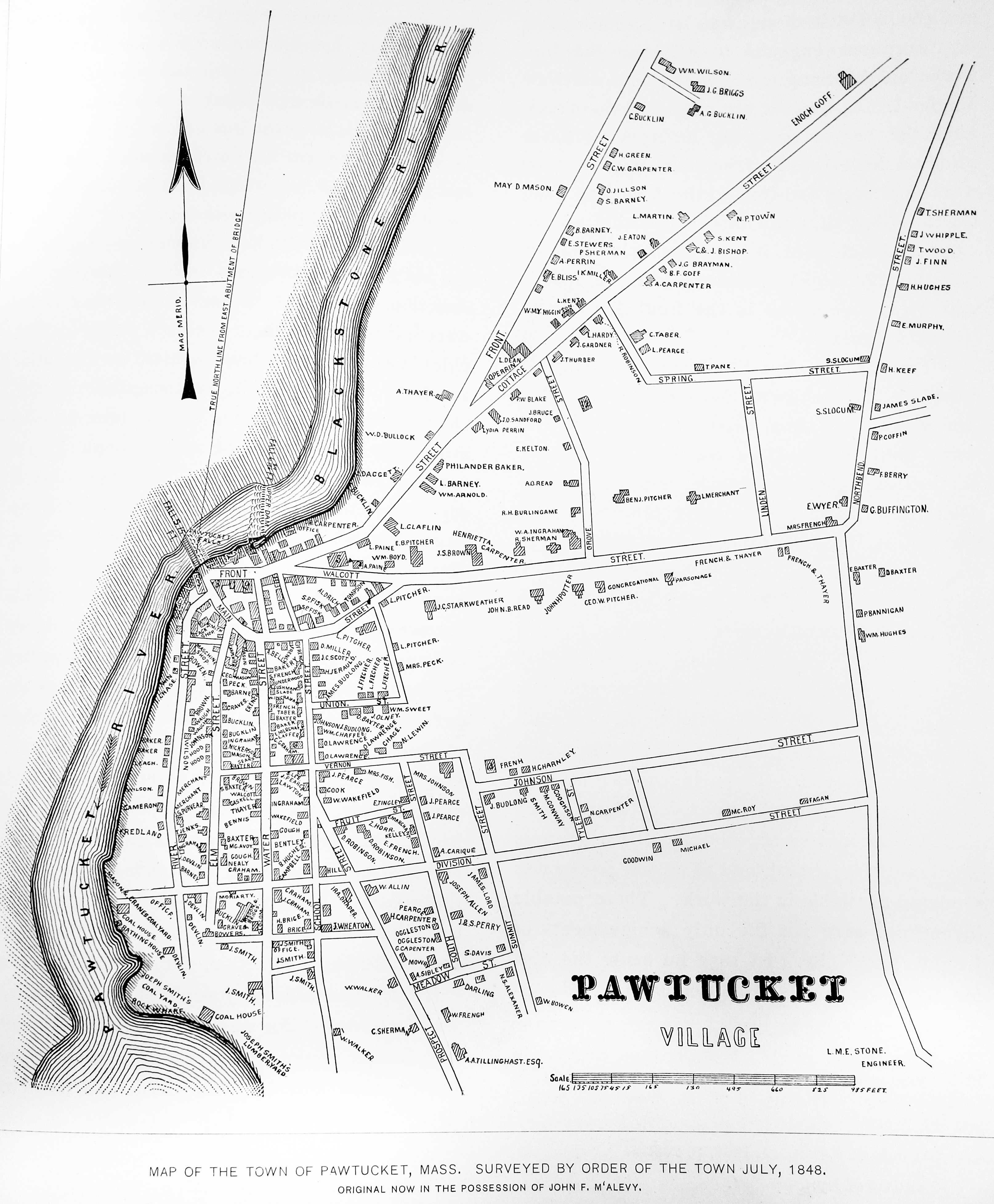
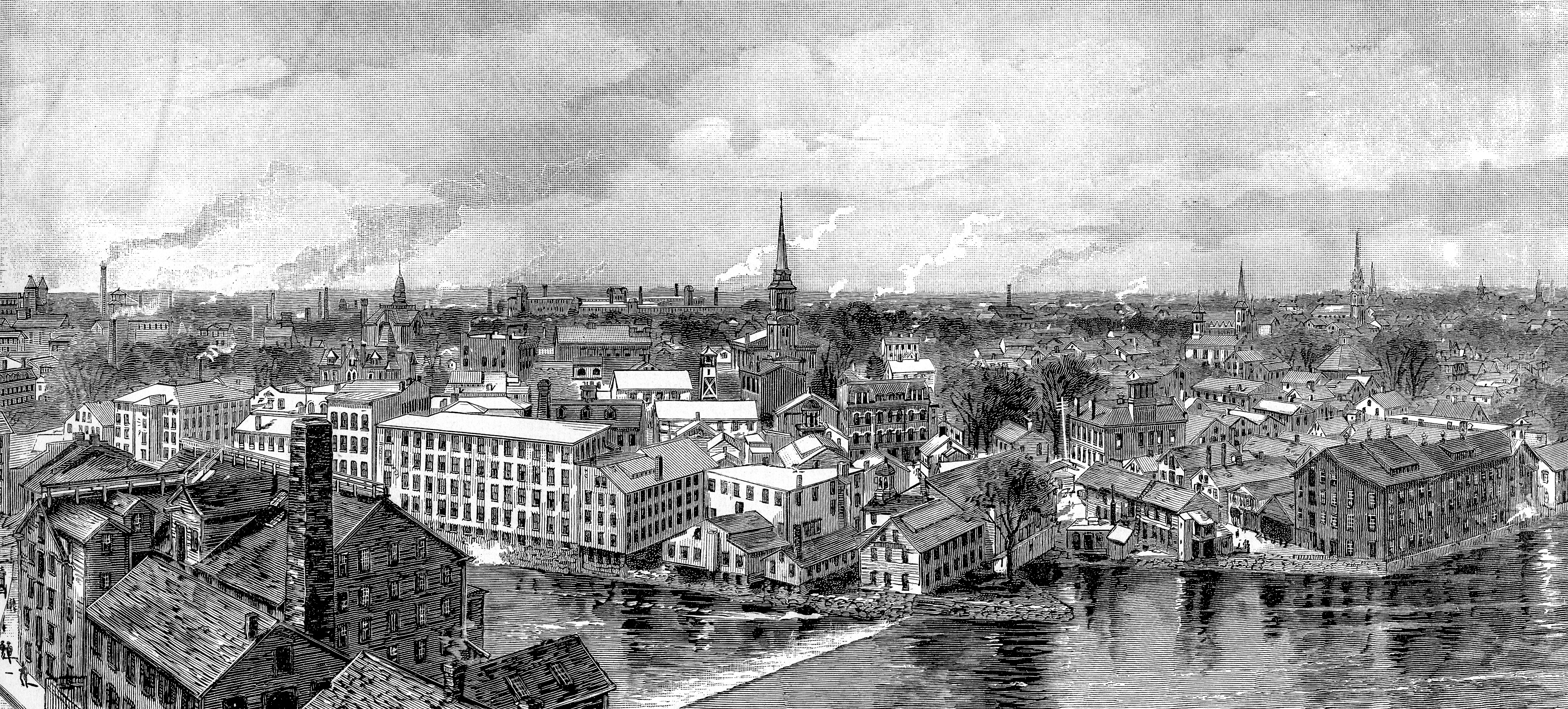

### تعداد عام 2010
بلغ عدد سكان بوتكيت 71,148 نسمة بحسب تعداد عام 2010، وبلغ عدد الأسر 29,022 أسرة وعدد العائلات 17,703 عائلة مقيمة في المدينة. في حين سجلت الكثافة السكانية 3,064.1 نسمة لكل كيلومتر مربع (7,936.0/ميل2). وبلغ عدد الوحدات السكنية 32,055 وحدة بمتوسط كثافة قدره 1,380.5 لكل كيلومتر مربع (3,575.5/ميل2).
وتوزع التركيب العرقي للمدينة بنسبة 66.47% من البيض و13.40% من الأمريكيين الأفارقة و0.63% من الأمريكيين الأصليين و1.51% من الأمريكيين ذوي الأصول الآسيوية و0.08% من سكان جزر المحيط الهادئ و11.84% من الأعراق الأخرى و6.09% من عرقين مختلطين أو أكثر و19.74% من الهسبانيون أو اللاتينيون من أي عرق.
بلغ عدد الأسر 29,022 أسرة كانت نسبة 32.5% منها لديها أطفال تحت سن الثامنة عشر تعيش معهم، وبلغت نسبة الأزواج القاطنين مع بعضهم البعض 35.8% من أصل المجموع الكلي للأسر، ونسبة 18.9% من الأسر كان لديها معيلات من الإناث دون وجود شريك، بينما كانت نسبة 6.3% من الأسر لديها معيلون من الذكور دون وجود شريكة وكانت نسبة 39% من غير العائلات. تألفت نسبة 31.7% من أصل جميع الأسر من عدة أفراد يعيشون في نفس المنزل ونسبة 10.3% كانت تتألف من شخص يعيش بمفرده يبلغ من العمر 65 عاماً أو أكثر. وبلغ متوسط حجم الأسرة المعيشية 2.43، أما متوسط حجم العائلات فبلغ 3.08.
بلغ العمر الوسطي للسكان 36.7 عاماً. وكانت نسبة 23.3% من القاطنين تحت سن الثامنة عشر، وكانت نسبة 9.9% بين الثامنة عشر والرابعة والعشرين عاماً، ونسبة 28.5% كانت واقعةً في الفئة العمرية ما بين الخامسة والعشرين والرابعة والأربعين عاماً، ونسبة 25.7% كانت ما بين الخامسة والأربعين والرابعة والستين، ونسبة 12.6% كانت ضمن فئة الخامسة والستين عاماً فما فوق. وتوزع التركيب الجنسي للسكان بنسبة 47.9% ذكور و52.1% إناث.

## أعلام
- تشارلي باسيت
- ويندي كارلوس
- فرنسيس كزافييه روكي
- ريمون هود
- بيل فنتون
- هنري بي. ميتكالف
- جوزيف غوتو
- جانيت مورو
- كيفن ليما
- روث كليفورد